# Projekt Floryda
Projekt Floryda (ang. The Florida Project) – amerykański niezależny dramat filmowy z 2017 roku w reżyserii Seana Bakera.
Film miał swoją światową premierę w ramach sekcji Directors Fortnight podczas 70. MFF w Cannes w 2017. Premiera kinowa w USA miała miejsce 22 maja, natomiast w Polsce obraz zadebiutował na ekranach kin 22 grudnia 2017 roku. Polskim dystrybutorem filmu było studio M2 Films.
Tytuł wywodzi się od wczesnej nazwy Walt Disney Worldu, położonego w pobliżu scenerii filmu. Film był chwalony za reżyserię i aktorstwo, zwłaszcza występy Brooklynn Prince i Willema Dafoe. Został wyróżniony przez National Board of Review i American Film Institute jako jeden z 10 najlepszych filmów roku 2017.
Film pokazuje radość, beztroskę i uśmiech najmłodszych, którzy cieszą się życiem mimo dorastania w dysfunkcyjnych biednych rodzinach.

## Fabuła
Fabuła filmu skupia się na sześcioletniej Moonee (Brooklynn Prince), która wraz z matką mieszka w motelowym pokoju ośrodka The Magic Castle. Menadżerem obiektu jest cierpliwy Bobby (Willem Dafoe), którego wszystkie dzieci uwielbiają. Większość wakacyjnych dni Moonee spędza bez nadzoru matki ze swoimi przyjaciółmi z motelu, Scootym i Dickym, którzy angażują się w psoty, kręcą się wśród turystów, kradną i popełniają inne niewłaściwe występki. Po tym jak trójka dzieci zostaje złapana plując na samochód gościa motelu, ojciec Dicky’ego zabrania mu kontaktów z Moonee i Scootym. Podczas mycia samochodu Moonee poznaje Jancey, dziecko mieszkające w sąsiednim motelu Futureland i zaprasza ją do spędzania czasu z nimi. Później rodzina Dicky’ego przenosi się do Nowego Orleanu, co zasmuca grupę. Bobby, kierownik motelu, opiekuje się dziećmi.
Halley, starając się zarobić na czynsz, sprzedaje turystom perfumy na parkingach hotelowych i prosi matkę Scooty’ego, Ashley, aby dać im jedzenie z restauracji, w której pracuje. Jednak Ashley zrywa kontakty z Halley po podpaleniu przez Moonee, Scooty’ego i Jancey, opuszczonego kondominium.
Halley oferuje usługi jako prostytutka w Internecie, zamykając Moonee w łazience, kiedy ma klienta. Okrada klienta Disney Resort z biletów i sprzedaje je, człowiek wraca i żąda ich z powrotem; Bobby ostrzega Halley, którą będzie musiał eksmitować jeżeli ta, będzie prostytuować się nadal.
Zdesperowana, Halley zamierza Ashley przeprosić i prosić o pieniądze. Kiedy Ashley wyśmiewa ją za prostytucję, Halley bije ją przed Scootym. Następnego dnia, funkcjonariusze DCF (Florida Department of Children and Families) przybywają do Halley w celu zbadania, w jaki sposób radzi sobie z wychowaniem córki. Moonee ucieka i próbuje znaleźć Jancey. Razem uciekają do parku rozrywki Magic Kingdom w Walt Disney World.

## Obsada

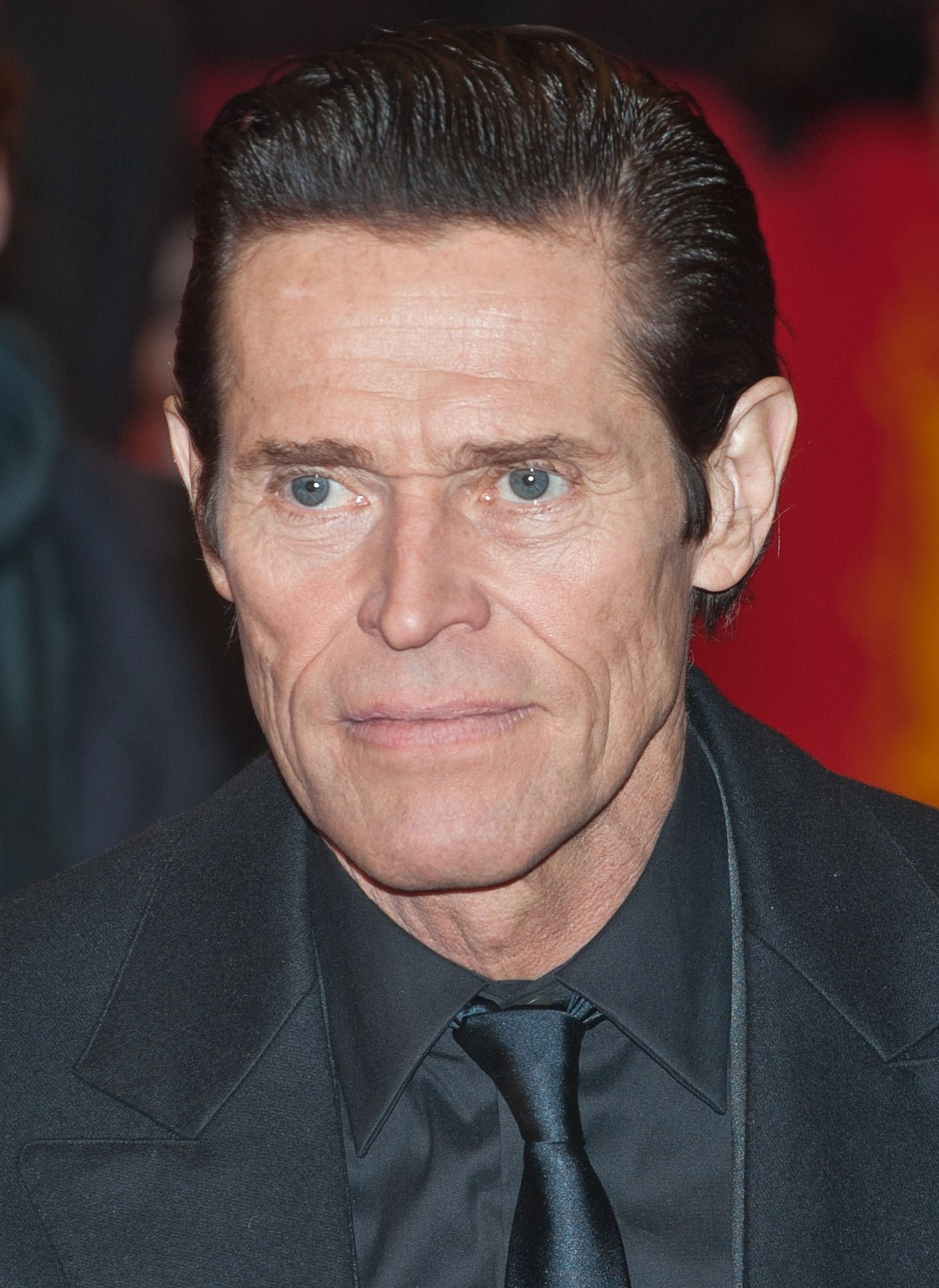
Willem Dafoe

- Brooklynn Prince jako Moonee, córka Halley, sześcioletnia dziewczynka
- Bria Vinaite jako Halley, mama Moonee
- Willem Dafoe jako Bobby Hicks, menadżer „The Magic Castle Motel”, ojciec Jacka
- Valeria Cotto jako Jancey, wnuczka Stacy, nowa przyjaciółka Moonee
- Mela Murder jako Ashley, mama Scooty’ego, przyjaciółka Halley
- Christopher Rivera jako Scooty, syn Ashley, bliski przyjaciel Moonee i Dicky’ego
- Aiden Malik jako Dicky, przyjaciel Moonee i Scooty’ego
- Caleb Landry Jones jako Jack Hicks, syn Bobby’ego
- Macon Blair jako turysta John
- Josie Olivo jako Stacy, babcia Jancey
- Edward Pagan jako ojciec Dicky’ego
- Sandy Kane jako Gloria
- Sabina Friedman-Seitz jako Sarah[5]

## Produkcja
Projekt Floryda był nagrywany na 35 mm taśmie filmowej, w całości na terenie hrabstwa Osceola oraz w Orlando na Florydzie. Filmowy Magic Castel Motel był nagrywany na terenie istniejącego motelu Magic Castle Inn & Suites w Stanach Zjednoczonych. Wszystkie zdjęcia były kręcone w pobliżu Walt Disney World Resort.

## Premiera
Film miał swoją światową premierę na 70. MFF w Cannes w dniu 22 maja 2017 roku. Wkrótce potem A24 nabyło w USA prawa do dystrybucji filmu, która rozpoczęła się w ograniczonej liczbie kin w Stanach Zjednoczonych 6 października 2017. Lionsgate wydał film na Blu-ray, DVD i serwisach streamingowych.

## Opinie krytyków
The Florida Project otrzymał bardzo dobre recenzje po premierze; większość pochwał skupiała się na rolach Prince i Dafoe. Na stronie internetowej poświęconej ocenie filmów Rotten Tomatoes, The Florida Project ma ocenę 96% na podstawie 260 recenzji, ze średnią 8,8/10. Krytyczny konsensus strony internetowej brzmi: „Projekt Florida oferuje kolorowo empatyczne spojrzenie na niedostatecznie reprezentowaną część populacji, która okazuje się absorbująca, nawet gdy zadaje trudne pytania dotyczące współczesnej Amerykę.” W serwisie Metacritic, film ma średnią wynik 92 na 100, na podstawie 44 recenzji krytyków.